# Mads Agger
Mads Agger (født 21. december 1999) er en dansk fodboldspiller, der spiller for Sønderjyske i den danske Superliga.

## Klubkarriere
Agger er født i Holstebro og spillede amatørfodbold for Lemvig GF. Han modtog sin første professionelle kontrakt i 2020, hvor han skrev under for Skive IK, som på det tidspunkt konkurrerede i den danske 1. Division.
Hans præstationer fangede opmærksomheden hos Sønderjyske, som den 19. juni 2023 underskrev en treårig kontrakt med ham.

## Privatliv
Mads er lillebror til den professionelle fodboldspiller Mikkel Agger, som tilbragte en stor del af sin karriere hos Thisted, inden han gik på pension i 2024. Deres far, Søren Agger, brugte også tid i professionel fodbold for Herning Fremad.